# Blackburn Roc
Blackburn Roc – brytyjski samolot myśliwski. Produkowany w wytwórni Blackburn w latach 1939-1940 w liczbie 136 sztuk.

## Koncepcja
W połowie lat 30. powstała koncepcja budowy samolotu wielozadaniowego uzbrojonego  w karabiny maszynowe zainstalowane jedynie w wieżyczce strzeleckiej o możliwości obrotu o 360 stopni. Rola pilota ograniczono jedynie do funkcji „kierowcy”, którego jednym z głównych zadań było opracowanie najlepszej pozycji dla strzelca prowadzącego ogień. Głównym zadaniem maszyny miało być eskortowanie własnych bombowców, powiększanie ich siły obronnej oraz walka z myśliwcami wroga na kursach równoległych. W takiej konfiguracji opracowano i budowano seryjnie samoloty Blackburn Roc oraz Boulton Paul Defiant.

## Historia rozwoju

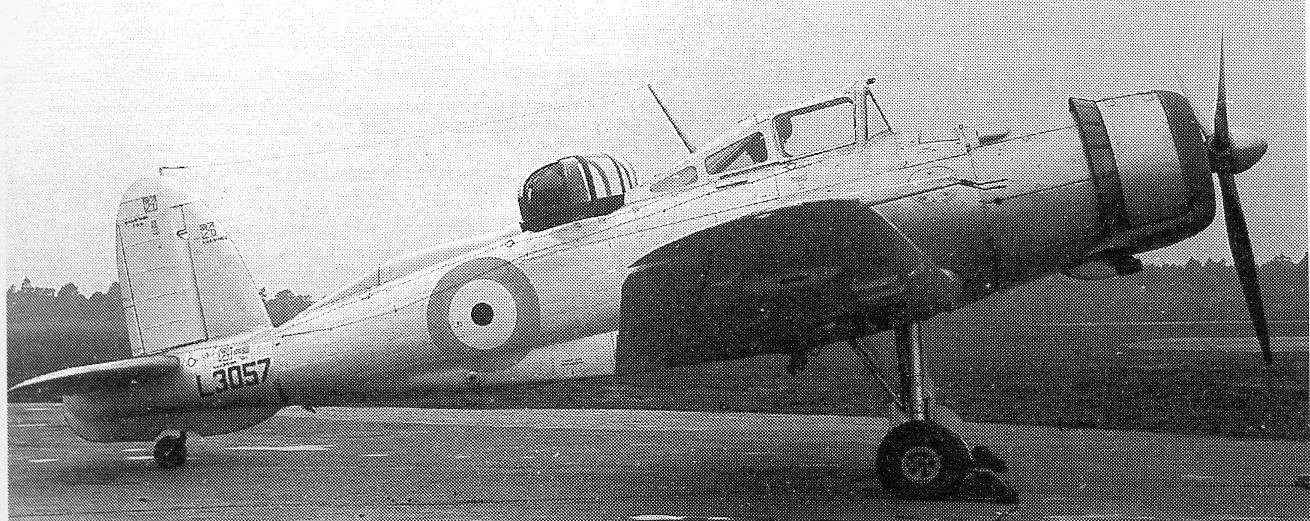
Prototyp Blackburn Roc, maj 1939r.

Maszyna powstała jako odpowiedź na wymagania O.15/37 zakładające wyposażenie samolotu Blackburn Skua w wieżyczkę strzelecką opracowaną w firmie Boulton Paul.
23 grudnia 1938 roku oblatano pierwszy prototyp. W marcu 1939 roku trzy maszyny przekazano do testów w Doświadczalnym Ośrodku Lotnictwa i Uzbrojenia w Matlesham Heath. W międzyczasie złożono zamówienie na wyprodukowanie 136 egzemplarzy. Produkcję seryjną zakończono w sierpniu 1940 roku.

## Służba
W kwietniu 1939 roku cztery maszyny seryjne weszły na wyposażenie 800 dywizjonu Fleet Air Arm. Trzy kolejne samoloty otrzymał 803 dywizjon FAA. Pięć maszyn otrzymała Szkoła Pilotażu w Uparoch. W późniejszym okresie po sześć maszyn przydzielono do dywizjonów 801 i 806. Główna część produkcji skierowana została do jednostek nocnych myśliwców w północnej Anglii i Szkocji. Szesnaście maszyn stacjonowało na przykład w Gosport.
19 czerwca 1940 roku 12 podobnie uzbrojonych myśliwców Boulton Paul Defiant zostało rozgromionych przez niemieckie samoloty z III/JG 51, zestrzelono 11 brytyjskich maszyn. Po tym starciu rozpoczął się sukcesywny proces przekazywania samolotów Blackburn Roc do jednostek szkolnych. Samoloty te służyły do maja 1944 roku.

## Wersja na pływakach

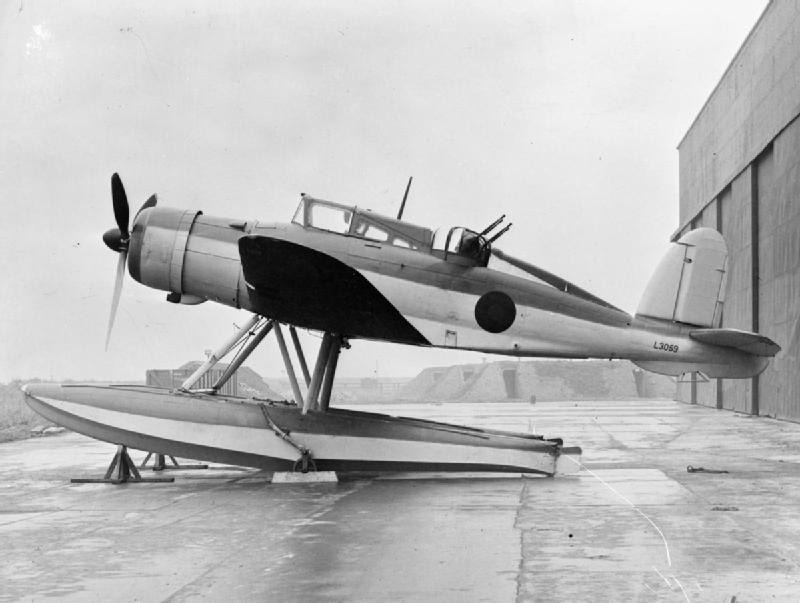
Wersja pływakowa Blackburn Roc

Na podstawie wymagań O.20/37 zlecono opracowanie wersji Roc wyposażonej w dwa pływaki. Maszyna miała operować z wód przybrzeżnych. Trzy egzemplarze Blackburn Roc (L3057, L3059, L3060) wyposażono w pływaki od maszyny Blackburn Shark. Planowano przebudowę 18 szt. myśliwca i przekazanie ich na stan 805 dywizjonu FAA. Samoloty miano skierować do walk w Norwegii. Długi czas przebudowy spowodował, że samoloty przekazano później do jednostek szkolnych.